# Марково (Шуменская область)
Ма́рково (болг. Марково) — село в Болгарии. Находится в Шуменской области, входит в общину Каспичан. Население составляет 749 человек.

## Политическая ситуация
В местном кметстве Марково, в состав которого входит Марково, должность кмета (старосты) исполняет Атанас Маринов Мирчев («Новое время» (НВ)) по результатам выборов правления кметства.
Кмет (мэр) общины Каспичан — Валери Радославов Вылков (Болгарская социалистическая партия (БСП)) по результатам выборов в правление общины.